# Ventosa (Vieira do Minho)
Ventosa is een plaats (freguesia) in de Portugese gemeente Vieira do Minho en telt 408 inwoners (2001).